# John Alexander McClernand
John Alexander McClernand (30 mai 1812 – 20 septembre 1900) est un avocat, politicien, et général de l'Armée de l'Union durant la Guerre de Sécession.
McClernand, qui cherche à supplanter Ulysses S. Grant, est installé sur recommandation de Abraham Lincoln lui-même à la tête de l’armée nordiste du Mississippi le 4 janvier 1863 . Il remporte la bataille de Fort Hindman et détruit la ville d'Arkansas Post que le fort défendait.
Mais le political general McClernand est rapidement éliminé par les soldats de métier. Ulysses S. Grant, soutenu par William Tecumseh Sherman (alors subordonné de facto de McClernand) et par l’amiral David Dixon Porter, démet McClernand le 12 janvier 1863, après seulement 8 jours de commandement, et reprend la tête des opérations : c'est Grant qui dirige l’expédition contre Vicksburg.